# タフィだニャン?
タフィだニャン?（Taffy）は、フランスのテレビアニメで、サイバー・グループ・テレビジョンが製作している。アメリカでは2018年からブーメラン、日本では2020年5月3日からカートゥーン ネットワークで字幕版が放送されている。

## 概要
この作品では、ドーベルマンが悪事好きのアライグマを追いかけるというドタバタ劇になっている。

## キャラクター
タフィ
ネコに化けたアライグマ、悪いことが大好き。
ベントレー
タフィーの正体を知るドーベルマン、少し間抜けなところがある。
マックモア夫人
ドーベルマンの飼い主、日本語字幕版ではマチモアさん。

## エピソード
1 （子猫　あらわる／小さな問題／評価は無条件）